# 赤い数珠
『赤い数珠』（あかいじゅず、原題：Le Chapelet rouge）は、モーリス・ルブランが1934年に発表した小説。
ジャン・ドルサック伯爵の屋敷で、金庫から株券が盗まれ、伯爵の妻リュシエンヌが殺害されるという事件が発生する。捜査に乗り出したルースラン予審判事は事件の謎を解明する。
主人公のルースラン予審判事は、1935年に発行されたアルセーヌ・ルパン譚の『カリオストロの復讐』にも登場するため、アルセーヌ・ルパンと同一の世界観と捉えられる。